# The Rocks, New South Wales

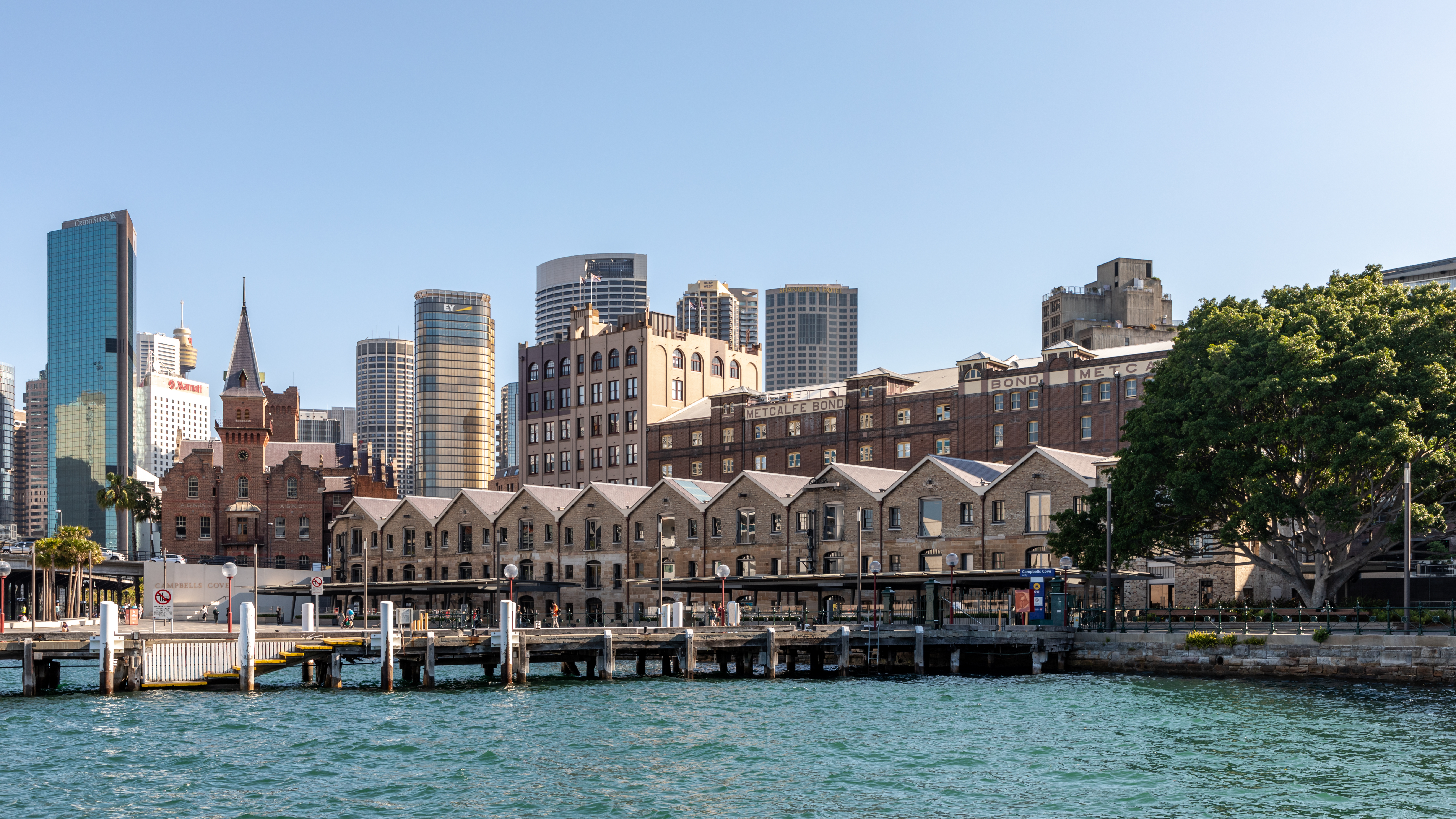
Vy mot The Rocks

The Rocks är en klippig udde och ett kvarter i Sydney i delstaten New South Wales i Australien.

## Historia
Udden var den plats där sjöofficeren Arthur Phillip den 26 januari 1788 landsteg för att etablera en straffkoloni. För att hedra Thomas Townshend, 1:e viscount Sydney fick platsen namnet Sydney.
Ortens centrum inrättades längre söderut och The Rocks blev ett område med billiga gästgiverier och bordeller. Stanken som utvecklades var märkbar på alla fartyg som nådde Sydney Harbour. Flera husrader brändes ner omkring år 1900 för att bekämpa epidemier och råttplågor, och omkring år 1950 fanns planer att riva hela kvarteret. Dock påbörjades under 1970-talet en sanering av området med uppförande av olika restauranger, utställningar och moderna butiker, vilket bidragit till att området blivit attraktivt för turister.

## The Rocks under 2000-talet
Vid The Rocks Square förekommer varje sön- och helgdag konstnadsfria konserter. Argyle Department Store är en stor galleria i två lagerhus från 1826 respektive 1888. Kvarterets historia beskrivs i The Rocks Discovery Museum som har fritt inträde. Byggnaden Sailors Home från 1864 var ursprungligen en plats där nyanlända matroser bjöds på sprit för att sedan i berusat tillstånd överlämnas till ökända sjöofficerare. Här finns även ett konstgalleri.